# Massimo Bucchi
Massimo Bucchi (Roma, 18 settembre 1941) è un disegnatore e vignettista italiano.

## Biografia
Nel 1960 è cronista di nera all'Avanti di Roma, passando poi alla cultura e agli interni. Di questo periodo le sue prime vignette pubblicate. Lascia il giornale nel 1964 per dedicarsi alla grafica.
Dal 1965 è art director dell'agenzia Rpr di Roma. Disegna per aziende del gruppo Iri. Progetta riviste e pubblicità. Cura la grafica del padiglione Italsider della Fiera di Milano disegnato dallo studio Albini.
Nel 1968 si trasferisce alla Mondadori di Verona, dove studia progetti di coedizioni internazionali da presentare alla Fiera di Francoforte.
Dal 1971 è a Firenze nel gruppo Giunti, dove realizza lavori per il Centro Internazionale del Libro. Pubblica un libro illustrato per bambini "Roma Story", nel 1973. Il libro è stato ristampato da Giunti nel 2002. Nel 1973 Bucchi è a Roma, nel gruppo Iri-Italstat, Realizza lavori pubblicitari e marchi per aziende del gruppo. 
Nel 1976 lascia l'Iri per entrare a Repubblica. Responsabile del settore grafico dal 1978, disegna anche vignette per le pagine economiche e culturali e copertine per gli inserti del giornale (Weekend, Cartellone, Dossier, Mercurio).
Dalla fine degli anni settanta la sua vignetta politica esce quotidianamente sulla pagina degli editoriali. Nel 1982 Bucchi diventa responsabile di Satyricon, ideata nel 1978 con Franco Bevilacqua e Giorgio Forattini, inserto su cui scrive e disegna, che dirige per sei anni. Dal 1983 al 1987 scrive e disegna satira, come inviato, sull'inserto di Repubblica per la Mostra del Cinema di Venezia.
Suoi i progetti internet di Repubblica.it e di Repubblica Arte del 1997, ultimi lavori grafici per il giornale.
Su Repubblica Bucchi disegna la vignetta quotidiana della pagina dei commenti, una pagina settimanale per il Venerdì e una per l'inserto Affari e Finanza. Dal 1983 al 1987 tiene una rubrica satirico sportiva sul campionato di calcio, Diverso Parare, oltre a una vignetta sportiva settimanale.
In televisione, nella stagione 1986-87, disegna in diretta una vignetta settimanale per La Domenica Sportiva condotta da Sandro Ciotti; ripete l'esperienza nei due anni seguenti per il programma Parlamento In, in onda su Retequattro. 
È fra gli sceneggiatori dei film La carne e Diario di un vizio diretti da Marco Ferreri. In tutte e due le pellicole Bucchi figura anche come attore nella parte di un prete.
Tra i premi il Premiolino (1982), due volte il Premio Forte dei Marmi (1987 e 1991, il premio della Biennale di Tolentino alla carriera (2005), il Premio Giusti (2006), il premio Galantara (2007 e 2012).
Numerose mostre di vignette, tra le quali una a Palazzo San Giorgio di Genova nel 2001. Suoi poster artistici esposti in una mostra personale catalogata nell'ambito del premio Suzzara.  Altre opere esposte al Palazzo Pretorio di Certaldo. A Roma una mostra insieme a Fabio Mauri alla Galleria AAM nel 2001.
Il 14 luglio 2022 lascia La Repubblica per passare al settimanale Oggi.

## Libri
- Roma Story (1973 e 2002 Giunti)
- Alla Bastiglia (1975 Savelli)
- Zillo e la cometa mannara (Gallucci 2002)
- Torna a casa lessico (Mondadori 1987)
- Storie di pazzi (Mondadori 1991)
- Partito preso (Mondadori1993)
- La finestra sul cortile (Minimum fax 1998)
- Champions Tic (Leconte 2006)
- Moriente e uccidente (Bompiani 1999), con Piero Sciotto
- Lo Sfot (Motion Picture House, 1999), con Piero Sciotto
- 900 (Edizioni La Repubblica 2000)
- Max media (Le Mani 2002)
- Caro Mao perché sei morto (Marsilio 2009)
- Italia povera (Il Saggiatore 2012)
- A mare il prossimo  (Lupetti 2014), con Piero Sciotto
- Mappamondo (Il Saggiatore 2016)